# Quelle averse !
Pour plus de détails, voir Fiche technique et Distribution.
Quelle averse ! (Let It Rain) est un film américain réalisé par Edward F. Cline, sorti en 1927.

## Synopsis
Un sergent de la Marine nommé Let-It-Rain Riley tombe amoureux d'une jeune femme et s'absente afin de la rencontrer avant qu'un marin à bord de son navire, avec qui il rivalise pour les filles, puisse prendre son congé à terre pour partir la rencontrer. Au cours des événements qui suivent, Riley et la fille exposent les criminels derrière un vol de courrier. Riley finit par obtenir sa commission ainsi que la fille.

## Fiche technique
- Titre original : Let It Rain
- Titre français : Quelle averse !
- Réalisation : Edward F. Cline
- Scénario : Earle Snell, Wade Boteler et George Crone
- Photographie : Jack MacKenzie
- Pays de production : États-Unis
- Format : Noir et blanc - 1,33:1 - Film muet
- Genre : comédie
- Durée : 70 minutes
- Date de sortie : 1927

## Distribution
- Douglas MacLean : 'Let-It-Rain' Riley
- Shirley Mason : la fille
- Wade Boteler : Kelly
- Frank Campeau : Major
- James Bradbury Jr. (en) : Butch
- Lincoln Stedman : Bugs
- Lee Shumway : Capitaine
- Boris Karloff : un escroc
- James Mason : un escroc